# Брацан Брацановић
Брацан Брацановић (Стијена Пиперска, код Подгорице, 2. април 1893 — Београд, 27. септембар 1929) је био политички радник.

## Биографија
Рођен је 2. априла 1893. године у Стијени Пиперској код Подгорице.
Гимназију је учио у Цетињу, а затим школовање наставио у Русији од 1913. до 1914, те у Чехословачкој од 1919. до 1921. године, где је завршио средњу пољопривредну школу. Учествовао је у Првом светском рату.
Члан Комунистичке партије Југославије био је од њеног оснивања и један је од оснивача КПЈ у Црној Гори. Радио је у Агитпропу Месног комитета КПЈ за Подгорицу.
Због револуционарног рада више је пута хапшен. Партија га је 1923. године послала на Комунистички универзитет „Зиновјев“ у Петрограду. За члана Балканског секретаријата Коминтерне изабран је 1925, а у августу исте године постављен је за руководиоца југословенског сектора на Комунистичком унивезитету националних мањина Запада у Москви, где је предавао руски језик и историју Свесавезне комунистичке партије (бољшевика).
Један је од покретача теоретског органа Централног комитета КПЈ, „Класне борбе“.
Учествовао је на саветовању југословенских комуниста у априлу 1928. године, на коме је прихваћено „отворено писмо“ Коминтерне члановима КПЈ. Крајем 1928. године упућен је у земљу као инструктор Централног комитета и секретар Покрајинског комитета КПЈ за Србију. Радио је на консолидовању партијских организација и руководио борбом револуционарног покрета у Србији против режима Шестојануарске диктатуре. Партијски псеудоними су му били Дебели, Бранко Милетић, Гашпар Модричек, Фрања.
Ухапшен је у великој полицијској провали у београдску партијску организацију, августа 1929. године. Након месец дана мучења у београдском затвору „Главњача”, убијен 27. септембра 1929. године у Маринковој бари у Београду.